# Milesia scutellata
Milesia scutellata är en tvåvingeart som beskrevs av Hull 1924. Milesia scutellata ingår i släktet Milesia och familjen blomflugor. Inga underarter finns listade i Catalogue of Life.